# Nåstjärnen (Floda socken, Dalarna)
Nåstjärnen är en sjö i Gagnefs kommun i Dalarna och ingår i Norrströms huvudavrinningsområde.